# スミレコンゴウインコ
スミレコンゴウインコ（菫金剛鸚哥、Anodorhynchus hyacinthinus）は、鳥綱オウム目インコ科に分類される鳥類。別名スミレコンゴウ、ヒヤシンスコンゴウ。

## 分布
ブラジル固有種

## 形態
全長90-100センチメートル。頭部は大型。全身の羽衣は明青色。翼は紫色を帯び、尾羽や翼下面は暗灰色。
眼の周囲と下嘴基部（三日月状）には羽毛が無く、黄色い皮膚が裸出する。虹彩は赤褐色。嘴は大型で、嘴および後肢の色彩は黒い。

## 生態
サバンナや湿原、開けた環境の周囲にある乾燥林などに生息する。ペアもしくは小規模な家族群を形成して生活する。渡りは行わないが、アマゾン川流域の個体群は季節によって長距離移動することもある。
食性は植物食で、主にヤシの果実を食べるが、他の植物の果実や陸棲の貝類を食べた例もある。
繁殖形態は卵生。ヤシの樹洞（アマゾン川流域、パンタナルの個体群）、断崖（マンガベイラス山地個体群）などに巣を作り（枯れ木、切り株に営巣することもあり）、7-12月に2個（まれに3個）の卵を産む。抱卵期間は27-30日。育雛期間は105-110日。

## 人間と関係
農業や牧畜による生息地の破壊、羽毛用や食用、ペット用の乱獲などにより生息数は激減している。1987年にワシントン条約附属書Iに掲載された。ブラジルでは法的に保護の対象とされている。巣箱の設置、エコツーリズムなどの保護対策が進められている。1997年におけるパンタナルでの生息数は5,000羽以下、マンガベイラス山地での生息数は1,000-2,500羽と推定されている。

## 画像

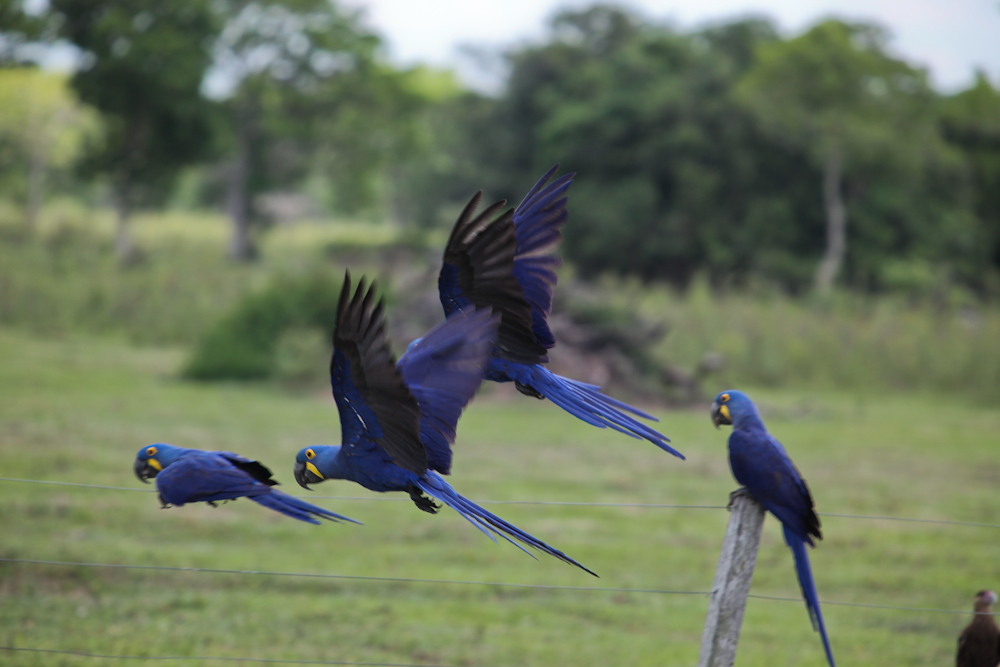
飛翔する本種